# Igor Krutov
Igor Aleksandrovich Krutov (tiếng Nga: Игорь Александрович Крутов; sinh ngày 24 tháng 6 năm 1995) là một tiền vệ bóng đá người Nga. Anh thi đấu cho F.K. Rotor Volgograd.

## Sự nghiệp câu lạc bộ
Anh có màn ra mắt tại Giải bóng đá Quốc gia Nga cho F.K. Mordovia Saransk vào ngày 13 tháng 10 năm 2013 trong trận đấu với F.K. Torpedo Moskva.